# Сампурский сельсовет
Сампурский сельсовет — муниципальное образование со статусом сельского поселения в Сампурском районе Тамбовской области.
Административный центр — село Сампур.

## История
В соответствии с Законом Тамбовской области от 17 сентября 2004 года № 232-З установлены границы муниципального образования и статус сельсовета как сельского поселения.

## Население
| 2010  | 2012  | 2013  | 2014  | 2015  | 2016  | 2017  |
| ----- | ----- | ----- | ----- | ----- | ----- | ----- |
| 3117  | ↘3054 | ↘2985 | ↘2872 | ↘2821 | ↘2768 | ↘2687 |
| 2018  | 2019  | 2020  | 2021  |       |       |       |
| ↘2623 | ↘2581 | ↘2545 | ↗2632 |       |       |       |

## Состав сельского поселения
| № | Населённый пункт | Тип населённого пункта       | Население |
| - | ---------------- | ---------------------------- | --------- |
| 1 | Беляевка         | село                         | 77        |
| 2 | Гавриловка       | село                         | 268       |
| 3 | Павловка         | деревня                      | 99        |
| 4 | Садовая          | деревня                      | 77        |
| 5 | Сампур           | село, административный центр | ↘2090     |
| 6 | Текино           | село                         | 409       |
| 7 | Учхоз «Громок»   | посёлок                      | 97        |